# Stanisław Szozda
Stanisław Szozda (né le 25 septembre 1950 à Dobromierz et mort le 23 septembre 2013) est un coureur cycliste polonais. Il a notamment été champion du monde du contre-la-montre par équipes en 1973 et 1975, et médaillé d'argent de cette discipline aux Jeux olympiques de 1972 et de 1972. Il a également remporté la Course de la Paix en 1974 et le Tour de Pologne en 1971.

## Palmarès
- 1971
  - Tour de Pologne
    - Classement général
    - 2e, 3e et 7e étapes

  - 2e du championnat de Pologne sur route
  -  Médaillé de bronze au championnat du monde du contre-la-montre par équipes
- 1972
  -  Médaillé d'argent du contre-la-montre par équipes aux Jeux olympiques
  - 3e du Tour d'Écosse
- 1973
  -  Champion du monde du contre-la-montre par équipes (avec Tadeusz Mytnik, Lucjan Lis et Ryszard Szurkowski)
  -  Champion de Pologne sur route
  - Tour de Tolède
  - 5e étape du Tour de Pologne
  - 4e et 8eb étape de la Course de la Paix
  - Tour d'Algérie
  -  Médaillé d'argent au championnat du monde sur route amateurs
  - 2e de la Course de la Paix
- 1974
  - Tour de Tolède
  - Ruban granitier breton : classement général et 3ème étape B
  - Semaine bergamasque
  - 3e et 8e étapes du Tour de Pologne
  - Course de la Paix
    - Classement général
    - 5eb, 8e, 9e, 10e, 11e et 13e étapes

  - 2e du championnat de Pologne sur route
  - 2e du championnat de Pologne de la montagne
  - 4e du championnat du monde sur route amateurs
- 1975
  -  Champion du monde du contre-la-montre par équipes (avec Tadeusz Mytnik, Mieczysław Nowicki et Ryszard Szurkowski)
  - Grand Prix ZTS Dubnica nad Vahom
  - 9e étape de la Course de la Paix
- 1976
  - Małopolski Wyścig Górski
  - Prologue, 2e, 6e et 9e étapes de la Course de la Paix
  - 7e et 12e étapes du Tour de Cuba
  - Prologue et 1re étape du Tour de Pologne
  - Tour de la Petite-Pologne
  - 2e étape du Circuit de Saône-et-Loire
  -  Médaillé d'argent au contre-la-montre par équipes aux Jeux olympiques
  - 2e de la Course de la Paix
- 1977
  - Szlakiem Grodów Piastowskich
  - Prologue et 9e étape du Tour d'Autriche
  - 2e du Tour d'Écosse
  -  Médaillé de bronze au championnat du monde du contre-la-montre par équipes
- 1978
  - 1re étape de la Course de la Paix